# Piper rechingeri
Piper rechingeri är en pepparväxtart som beskrevs av C. Dc.. Piper rechingeri ingår i släktet Piper och familjen pepparväxter. Inga underarter finns listade i Catalogue of Life.